# Hypogastrura parvula
Hypogastrura parvula är en urinsektsart som beskrevs av Haybach 1972. Hypogastrura parvula ingår i släktet Hypogastrura och familjen Hypogastruridae. Inga underarter finns listade i Catalogue of Life.